# Kaboro
Kaboro is een bestuurslaag in het regentschap Bima van de provincie West-Nusa Tenggara, Indonesië. Kaboro telt 596 inwoners (volkstelling 2010).